# Prognose
Die Prognose (altgriechisch πρόγνωσις prognosis ‚Vorwissen‘ oder ‚Voraus-Kenntnis‘), deutsch Vorhersage oder Voraussage, selten auch Prädiktion (lateinisch praedicere ‚voraussagen‘), ist eine Aussage über Ereignisse, Umweltzustände oder Entwicklungen in der Zukunft. Die Prognose hat einen anderen zeitlichen Verlauf als die Retrodiktion und die Erklärung. Von anderen Aussagen über die Zukunft (z. B. Prophezeiungen) unterscheiden sich Prognosen durch ihre Wissenschaftsorientierung.
Wissenschaft und Methodologie der Prognosen ist im engeren Sinn die Prognostik, in weiterem Sinn die Futurologie.

## Einführung

### Grundlagen
Die Basis einer validen Prognose bilden Fakten, die oft mit formalisierten Methoden (Messungen, zeitlich gegliederten Messreihen oder Simulationen) zur Erstellung von Datenmaterial erhoben werden. Auf diesen Grundlagen können dann mit einer bestimmten Wahrscheinlichkeit Voraussagen gemacht und Entscheidungen getroffen werden. Hierbei werden Daten, auf die sich die Prognose stützt, als (bessere oder schlechtere) Prädiktoren bezeichnet. Im Gegensatz zur reinen Intuition zählen auch begründbares Erfahrungswissen und seine Extrapolation zu den anerkannten Prognosemethoden. Solche argumentierbaren Vorhersagen sind in Bereichen der Wissenschaft methodisch bedeutsam.
- Ein wesentliches Merkmal der Entscheidungen in jedem Bereich ist ihre Zukunftsbezogenheit:
  - Entscheidungen beruhen stets auf Prognosen oder prognostischen Erwartungen.
  - Entscheidungen müssen objektiv unter Unsicherheit gefällt werden. Sie sind risikobelastet, da die Entscheider nur unvollkommene Informationen besitzen.
- Dabei kommt es im Bereich sozialwissenschaftlicher Prognosen zu einer zusätzlichen Erschwernis: Die „Objekte“ der Voraussage sind selbst Akteure („Subjekte“) und könnten aufgrund der Prognose ihr Verhalten ändern. (Siehe dazu die „selbstzerstörerische“ und die „selbsterfüllende Prophezeiung“.)

Eng verbunden ist die wissenschaftstheoretische Betrachtung von Prognosen mit den Begriffen der Kausalität und der Voraussagbarkeit, in der Umsetzung auch mit grundsätzlichen Aspekten von Wahrscheinlichkeit und Zufall. In der empirischen Forschung stellt die Prognosevalidität ein wichtiges Qualitätskriterium bei der Operationalisierung von Konstrukten dar.
- Die Wissenschaft allgemeiner Vorhersagen ist die Futurologie.
- In der physikalischen Messtechnik spricht man vom Erwartungswert.

### Anforderungen
Eine Anzahl Erfordernisse einer triftigen Prognose werden genannt, darunter:
1. Nichttrivialität: Folgendes Aussagenschema sollte nicht vorkommen: „Morgen regnet es oder auch nicht.“
2. Objektivität: Überprüfbarkeit der Methode, dazu gehört auch die vollständige Angabe und Spezifikation der Bedingungen (sogenannte Rahmenbedingungen), von denen das Eintreffen des prognostizierten Ergebnisses abhängig gemacht wird.
3. Validität: Wird tatsächlich das prognostiziert, was prognostiziert werden soll?

## Arten von Prognosetechniken
Ein Prognoseverfahren sollte besser sein als die Naive Prognose, da sich sonst der Mehraufwand gegenüber der Naiven Prognose nicht lohnt.
Prognosetechniken lassen sich auf verschiedene Arten einordnen. Bezüglich ihres Horizonts lassen sich kurz-, mittel- und langfristige Prognosen unterscheiden. Darüber hinaus unterscheidet man qualitative und quantitative Techniken. Zusätzlich lassen sie sich bezüglich ihrer Erstellungsperspektive in „Top-Down“ und „Bottom-Up“ unterscheiden. Das einfachste Prognoseverfahren ist die Naive Prognose.
Qualitative Prognosetechniken
- sind subjektive Einschätzungen, die von Experten mit einem gereiften Fachwissen intuitiv erstellt werden
- eine mögliche Variante ist die lineare Extrapolation → Vergangenheitswerte werden grob in die Zukunft projiziert
- weitere Varianten → Meinungsbefragungen oder Lebenszyklusanalysen
- versuchen Trends vorherzusehen → sind aufwendiger liefern eher wenig konkrete Zahlen

z. B. Aktienkurse, technische Entwicklung, längerfristige Wettervorhersage
Quantitative Prognosetechniken
- bestehen hauptsächlich aus der Aufarbeitung von Datenmaterial
- geben konkrete, zahlenmäßige Resultate

z. B. Steueraufkommen, Bevölkerungsentwicklung, Wahl-Ergebnisse
Top-Down- oder Bottom-Up-Prognose
Der Top-Down-Prognoseansatz ist zentralistisch und eignet sich vor allem für stabile Nachfragesituationen. Hat ein Unternehmen beispielsweise vier Vertriebszentren, deren Bedarf in der Vergangenheit 4:3:2:1 verteilt war, so würde eine aggregierte Bedarfsmenge auf Basis der Nachfrage des gesamten Marktes in entsprechenden Verhältnis an die Vertriebszentren verteilt werden.
Bei der Bottom-Up-Prognosemethode würde jedes Vertriebszentrum seine Prognosen selbst erstellen und an die Produktionsstätte übermitteln, wo sie aggregiert würden. Die Methode berücksichtigt die regionalen Marktentwicklungen, ist aber schwieriger zu organisieren.

### Prognosefehler
Trotz aller Bemühungen, Prognosen technisch zu optimieren, werden zwischen der Prognose und dem tatsächlich eintretenden Ereignis immer größere oder kleinere Abweichungen bestehen. Es ist daher – auch bei der Wahl des richtigen Prognosemodells – sehr wichtig, die Güte des gewählten oder des betrachteten Verfahrens durch Ermittlung der Prognosefehler zu bewerten.
Im Rahmen des qualitativen Prognostizierens lassen sich Prognosefehler nicht von vornherein quantifizieren. Fehlerursachen sind u. a.:
- Jüngere Werte werden überbewertet.
- Im Moment populäre oder vieldiskutierte Werte werden überbewertet.
- Scheinbare Muster werden erkannt, die jedoch empirisch nicht existent sind.
- Besondere Ereignisse bleiben im Gedächtnis, während normale schnell vergessen werden.
- Wunsch- oder Angstvorstellungen können in Prognosen einfließen.
- Neigung, Informationen so auszuwählen, zu suchen und/oder zu interpretieren, dass diese die eigenen Erwartungen erfüllen (siehe Bestätigungsfehler).

Beim quantitativen Prognostizieren wird mit dem ermittelten Prognosefehler die Prognosegenauigkeit bewertet. Die gängigsten Verfahren sind im Folgenden kurz aufgeführt:
- Mittlere quadratische Abweichung (englisch Mean Squared Error, kurz: MSE)
- Mittlere absolute Abweichung vom Median (englisch Median absolute deviation, kurz: MAD)
- Mittlere absolute prozentuale Abweichung (englisch Mean Absolute Percentage Deviation, kurz: MAPD)

MAPD gibt einen relativen Wert an, wodurch er andere Vergleichsmöglichkeiten eröffnet als der MSE und MAD, die in absoluten Zahlen angegeben werden.
Prognosefehler im Haushaltsplan werden als überplanmäßige oder außerplanmäßige Ausgaben und Einnahmen durch die Kameralistik abgebildet (siehe auch Steuerschätzung).

### Beispiele für wichtige quantitative Prognosetechniken
Bei den quantitativen Verfahren, die auf Heuristiken und Algorithmen basieren, werden eindimensionale und multidimensionale Verfahren unterschieden.
Eindimensionale Verfahren
benötigen eine große Datenmenge, sie liefern schlechtere Werte bei langfristigen Prognosen und liefern auch bei starken Absatzschwankungen häufig schlechte Prognosen. Sie lassen sich allerdings gut systematisieren und bei einer großen Produktanzahl einsetzen. Darüber hinaus sind sie leicht verständlich. Bekannte eindimensionale Verfahren sind: Exponentielle Glättung, Trendprognose, Gleitende Durchschnitte; hier werden rollierende Durchschnittswerte benutzt.
Multidimensionale Verfahren
basieren auf der Kausalität der Absatzzahlen zu verschiedenen Variablen, wie Preis und Promotionen. Es wird unterstellt, dass der Absatz mit Faktoren, wie z. B. dem Wetter beim Eis oder der Jahreszeit beim Mineralwasser in direkter Beziehung steht. Bekannte multidimensionale Verfahren sind: Ökonometrische Modelle und Regressionsanalyse.
Verfahren im Einzelnen:
- Mathematisch-statistische Grundmethoden sind Extrapolation und Hochrechnung.
- Trendprognose: Projektion einer Wertereihe in die Zukunft.
- Exponentielle Glättung: Bei der exponentiellen Glättung handelt es sich um ein Prognoseverfahren, mit dem Zukunftswerte auf der Basis vergangener Werte vorhergesagt werden.
- Regressionsrechnung: Analyse funktionaler Zusammenhänge zwischen mindestens zwei Größen.
- Ökonometrische Modelle: Analyse wirtschaftswissenschaftlicher Zusammenhänge aufgrund der Bildung von Gesamtmodellen mit vielen Variablen und Aussagen über den Zusammenhang all dieser Variablen untereinander.
- Portfolio-Analyse: zumeist graphisch orientierte Analyse von zwei oder manchmal drei Größen.
- Lebenszyklus-Analyse: Analyse des Verlaufs einer Entwicklung im Zeitablauf. Setzt genaue Marktbeobachtung und Marktforschung voraus.

### Beispiele für wichtige qualitative Prognosetechniken
- Delphi-Methode: Dies ist eine schriftliche, mehrphasige Befragung von Experten, wobei diese bei jeder neuen Fragerunde über die Ergebnisse der vorherigen Runde informiert werden. Ein Teil der Antwortenden wird jeweils aufgefordert, ihre Antwort zu begründen. Diese Begründungen dienen allen Befragten in der nächsten Runde dazu, ihre abgegebene Meinung zu überprüfen und gegebenenfalls zu ändern.
- Szenario-Technik: Darstellung mehrerer hypothetischer Ereignisfolgen, um kausale Zusammenhänge und entscheidungsrelevante Meilensteine zu identifizieren.
- Relevanzbaumanalyse: Steht der Spieltheorie nahe. Retrograde Ableitung von Lösungsmöglichkeiten für gegebene Situationen aufgrund der Entscheidungstheorie.
- Historische Analogie: Analyse einer Entwicklung im Zeitablauf. Marktspezifische Details werden in hohem Maße berücksichtigt.

## Anwendungsgebiete im Bereich der naturwissenschaftlichen Modellierung
Prognose ist sowohl Inhalt jeder wissenschaftlichen Modellierung, wie auch jedes Experiments.
- Wettervorhersage (Synoptische Meteorologie), Klimamodelle
- Prognose von Überschwemmungen
- Prognose von Vulkanausbrüchen
- Prognose von Krankheits- oder Schädlingsbefall in der Landwirtschaft

## Anwendung in der Genomik (inklusive Metagenomik) und Proteomik
In der Genomik, speziell der Metagenomik und der Proteomik wird oft die mutmaßliche Funktionsweise von Genen oder Proteinen eines gegebenen Organismus oder Virus aufgrund von Homologien vorhergesagt, wenn diese nicht durch andere Verfahren an diesem Organismus oder Virus direkt ermittelt werden kann.
Durch Ermittlung der Stopcodons einer sequenzierten Genoms kann auch die Anzahl der Gene oder Open Reading Frames (ORFs) vorhergesagt werden, ohne deren Funktion in jedem Fall zu kennen oder zu vermuten.

## Anwendungsgebiete im Bereich der Humanwissenschaften

### Politik und Politikwissenschaft
Neben den in ihrer Methodenwahl nicht immer öffentlichen Think Tanks von Parteien und Politikern existieren zu Prognosezwecken besondere Kommissionen – etwa bei der deutschen Bundesregierung der Sachverständigenrat zur Begutachtung der gesamtwirtschaftlichen Entwicklung oder die Schutzkommission beim Bundesministerium des Innern. Auch geben die Regierungen selbst Prognosen ab, etwa ihre Jahreswirtschaftsberichte und den jährlichen Haushaltsplan, der in der Kameralistik die Prognose im Soll abbildet. Auch internationale Organisationen wie OECD, IWF und EU-Kommission haben entsprechende Unterorganisationen oder Beiräte und geben Prognosen ab.
In der Wahlforschung sind Wahlprognosen zentrales Thema. Sie sind deswegen von besonderem Interesse, weil sie am Wahltag früh und leicht überprüft werden können.

### Demografie
In der Demografie spielen Prognosen in Form von Bevölkerungsprognosen auf der Grundlage von Annahmen über die zukünftige Entwicklung von Fertilität, Mortalität und Migration eine wichtige Rolle. Für Deutschland führt das Statistische Bundesamt solche Prognosen durch.

### Betriebswirtschaft
Die Prognose wird in der Betriebswirtschaftslehre oft auch als Forecast (engl. ‚Vorhersage‘) bezeichnet. Es können verschiedene sowohl qualitative, als auch quantitative Prognoseverfahren in vielen Anwendungsbereichen zum Einsatz kommen (Auswahl):
- Langfristige Vorhersage von Absatzmöglichkeiten und Marktpotenzialen für neue Produkte im Rahmen der Produktionsplanung und -steuerung (Delphi-Methode).
- Absatzprognose von variantenreichen Produkten (z. B. Fahrzeuge) durch ein gestuftes Vorgehensmodell mit einem hybriden Ansatz[1]
- Absatzprognose eines Produkts unter spezieller Berücksichtigung von Wachstumspotentialen spezifischer Teilmärkte[2]
- Ableitung von Teilzielen und Strategien, zum Beispiel zur Entwicklung langfristiger Strategien (Relevanzbaum-Verfahren).
- Vorhersage von Produktlebenszyklen für neue Produkte (Historische Analogie).
- Lagerbestandsprognose (Bedarfsermittlung, Trendprognose, exponentielle Glättung).
- Umsatzprognose bei stabilen Bedingungen (Trendprognose, Exponentielle Glättung).
- Vorhersage der nicht steuerbaren Produktion und Lasten in Stromnetzen
- Prognose von Preisschwerpunkten und der Inflationierung[3]

### Volkswirtschaft
Volkswirtschaftliche Prognosen werden in der Regel im Frühjahr und im Herbst erstellt für das laufende und das kommende Jahr. Mittelfristige Prognosen umfassen einige weitere zukünftige Jahre. Langfristprognosen bemessen sich nach Jahrzehnten. Die meisten gesamtwirtschaftlichen Prognoseinstitutionen sind öffentlich-rechtlich, manche Firmen – so die Großbanken – haben auch eigene volkswirtschaftliche Abteilungen, die gesamtwirtschaftliche Prognosen erstellen.
Siehe: 
- Gemeinschaftsdiagnose der Wirtschaftsforschungsinstitute
- Konjunkturprognose
- Ein weiteres Gebiet ist die Prognose von Kursverläufen (Börsenkurse, Wechselkurse)

Prognose spielt auch in der Logistik, der Produktionsplanung und dem Transport eine zentrale Rolle.
Bei wirtschaftlichen Entscheidungsfindungsprozessen spricht man von Controlling.

### Medizin, Zahnmedizin und Tiermedizin
In der Medizin wird mit dem Begriff Prognose seit der Antike die Einschätzung des Krankheitsverlaufs beschrieben. So findet sich im Corpus Hippocraticum eine möglicherweise von Hippokrates von Kos selbst verfasste Schrift, das Prognostikon, mit Angaben darüber, welche vom Arzt bei akuten Krankheiten zu berücksichtigende Symptome Aufschlüsse über den Verlauf der jeweiligen Krankheit geben, wovon dann auch die Art der Therapie abhing. So finden sich immer gleichartig aufgebaute Prognosen wie „Wächst einem Menschen eine Blase am Hals, dann stirbt der Mensch am dritten Tag der Krankheit, wenn er großen Durst hatte, als sie ihn befiel“. Eine medizinische Prognosen enthaltende „Büchse aus Elfenbein“ (die Capsula eburnea) aus dem 5. Jahrhundert n. Chr., welche angeblich aus dem Grab des Hippokrates stammt, wurde in Europa mit dem Namen des berühmten Arztes werbewirksam und mit der Aura geheimen Wissens verbunden verbreitet. Auch astrologische bzw. mantische Elemente dienten früher der Prognostik. Ist die Heilungswahrscheinlichkeit hoch, spricht man von einer guten, ist sie niedrig, von einer schlechten Prognose. Bei fehlender kurz- bis mittelfristiger Überlebenswahrscheinlichkeit wird der Begriff infauste Prognose verwendet.
Die Prognose kann sich im Verlauf einer Erkrankung durch die Behandlung ändern. Sie ist von der zur Verfügung stehenden Diagnostik und Behandlungsmöglichkeiten abhängig. Im Weiteren spielen Begleiterkrankungen, Compliance und soziale Faktoren wie Bildung und finanzielle Situation eine Rolle.
Zu den prognostischen Zeichen gehört beispielsweise die Facies hippocratica von Patienten, bei denen ein baldiger Tod vorausgesehen wird.

„Die Begriffe Prognose und Prädiktion werden in der Onkologie klar differenziert.
- Prognose bezeichnet die statistische Wahrscheinlichkeit für ein (Mammakarzinom-) Rezidiv, als lokoregionäres Rezidiv bzw. Fernmetastase, oder einen Mammakarzinom-bedingten Tod.
- Prädiktion bedeutet die relative Vorhersage eines Effektes aufgrund therapeutischer Intervention (z. B. primäre systemische Therapie, adjuvante Therapie, Operation etc.).

Beide Definitionen beruhen nicht auf individuellen Daten, sondern beschreiben statistische Wahrscheinlichkeiten; folglich verbieten sich individuelle Vorhersagen jenseits der Ungewissheit relativierender Einflussfaktoren.“

Bei der Zahnersatzbehandlung In der Zahnmedizin hängt die Prognose im Sinne einer Langzeithaltbarkeit von Zahnersatz von der Pfeilerwertigkeit, der Qualität der Stützzähne, ab.
In der Veterinärmedizin wird bei Nutztieren zwischen einer Prognose quo ad vitam und einer Prognose quo ad usum unterschieden. Die Prognose quo ad vitam bezeichnet dabei die Chance, dass das Tier die Erkrankung überlebt, quo ad usum die Chance, dass das Tier nach erfolgter Heilung wieder als Nutztier (Reitpferd, Milchkuh, Brieftaube usw.) eingesetzt werden kann.

### Rechtswissenschaft
In der rechtlichen Beurteilung von Fragestellungen können Prognoseentscheidungen der unterschiedlichsten Art erforderlich werden. Eine eigenständige Bedeutung kommt ihnen indes vor allem im Bereich des Strafrechts zu, weil etliche Entscheidungen insbesondere der Strafzumessung und der Strafvollstreckung auf der Basis einer Prognose des künftigen Verhaltens des Täters erfolgen müssen. Bekannt ist sie dort auch unter dem Begriff Sozialprognose bzw. Kriminalprognose. Ein weiterer Bereich ist die Prozessrisikoanalyse, also die Beurteilung der Erfolgswahrscheinlichkeiten eines Prozesses.

### Religionswissenschaft
Die Religionsgeschichte bietet eine Vielzahl von Vergleichsfällen, die Religionssoziologie aktuelle Daten. Auf diesem Fundament beginnen Ansätze einer religionswissenschaftlichen Prognostik – über die Folgen von Diskriminierungen, über die Entwicklung von Institutionen oder über die Entwicklung fundamentalistischer Strömungen usw.
- Eine auf Glauben und göttlicher Berufung basierende Vorhersage ist eine Prophezeiung oder Weissagung, im engeren religiösen Sinn eine Prophetie.
- Im Bereich der Esoterik und Astrologie (vgl. auch Geschichte des Wahrsagens) spricht man von Wahrsagung, Mantik, Präkognition oder Hellsehen.

### Soziologie
Wie alle Sozialwissenschaften hat auch die Soziologie das Problem, dass ihre Prognosen von den Objekten ihrer Prognose vernommen werden können, die dann entsprechend ihr folgen oder ihr entgegenarbeiten können. (Hierzu siehe Selbsterfüllende Prophezeiung und Epignose.)

### Linguistik
Die Quantitative Linguistik stellt Möglichkeiten zur Verfügung, auch im Bereich von Sprachwandelprozessen unter bestimmten Bedingungen Prognosen zu erstellen. Voraussetzung dafür ist, dass sprachliche Veränderungen über einen längeren Zeitraum quantitativ erfasst sind; so sind die Entlehnungen von Wörtern aus anderen Sprachen ins Deutsche (Lehn- und Fremdwörter) zahlenmäßig zum Teil recht gut erfasst. Da bekannt ist, dass diese Prozesse in der Regel gemäß dem sogenannten Piotrowski-Gesetz verlaufen, kann man für die meisten dieser Entwicklungen zumindest für die nähere Zukunft Prognosen wagen, ohne allzu große Risiken einer Fehleinschätzung einzugehen. Das haben Computerexperimente gezeigt, bei denen Prognosen auf der Grundlage vergangener Jahrhunderte in die statistisch erfasste Gegenwart simuliert wurden, so dass eine Kontrolle über die Qualität der Prognose möglich war. Im Falle der Entlehnungen aus dem Lateinischen und Englischen ins Deutsche erwies sich, dass eine Prognose über die weitere Entwicklung der Anglizismen unsicherer ist als eine Prognose über die der Latinismen. Die beiden Prozesse unterscheiden sich darin, dass im Falle der Latinismen der Wendepunkt der Entwicklung einigermaßen sicher bestimmt werden kann, im Falle der Anglizismen aber noch nicht.
Auch die umgekehrte Perspektive ist möglich: die Retrognose oder Retrodiktion. Hat man zu einem Sprachwandel dessen spätere Entwicklung statistisch erfasst, während seine frühe nicht beobachtet werden kann, so lässt sich mit Hilfe des Piotrowski-Gesetzes dieser frühe Verlauf erschließen. So konnte Kohlhase beim Nürnberger Chronisten Heinrich Deichsler dessen allmählichen Übergang von „ward“ zu „wurd“ für die 1. und 3. Person Singular Indikativ Präteritum des Verbs „werden“ ab 1467 quantitativ erfassen und aufgrund dieser Daten Aussagen über die Anfänge dieses Wandels in dessen Idiolekt gewinnen.

## Umstrittene Nutzung von Prognosen in der politischen Meinungsbildung
Kritiker beklagen, dass Prognosen häufig zur Beeinflussung des individuellen Verhaltens oder der öffentlichen Meinung verwendet würden. Sie seien insbesondere dann kritisch zu hinterfragen, wenn sie Aussagen über lange Zeiträume oder in dynamischen Systemen träfen oder im Eigeninteresse des Prognostikers stünden. Die Kritik an Prognosen äußert sich in vielfältiger Form im Rahmen von Internetforen, Reportagen, Sachsendungen oder dem politischen Kabarett.
Kritisierte Themen sind unter anderem:
- Prognosen zur Bevölkerungs- und Rentenentwicklung
- medizinische Prognosen zur Gesundheitsentwicklung bei Krankheiten wie Diabetes und Übergewicht
- Prognosen der Aktienentwicklung

Auf sachlicher Ebene liegt der Kritik häufig die Tatsache zugrunde, dass Prognosen zukünftige Änderungen lediglich mit den Daten der Vergangenheit und den Theorien der Gegenwart darstellen können. Prognosen haben den Anspruch, vorauszusagen, wie die Zukunft sein wird. Sie können in der Gegenwart nur hinsichtlich ihrer Prämissen und Datengrundlage kritisiert werden.

## Zitate
- „Prognosen sind schwierig, besonders wenn sie die Zukunft betreffen.“ (zugeschrieben Karl Valentin, Mark Twain, Winston Churchill, Niels Bohr, Kurt Tucholsky u. a.)
- „Die beste Art, die Zukunft vorauszusagen, ist, die Zukunft zu erfinden“. (Alan Kay, Informatiker)
- „Ein Prognostiker ist ein Mann, der in lichten Momenten düstere Ahnungen hat“. (Tennessee Williams)